# Henri Padou
Henri Padou (n. 21 august 1928, Tourcoing, Nord-Pas-de-Calais, Franța – d. 16 noiembrie 1999, Marcq-en-Barœul, Nord-Pas-de-Calais, Franța) a fost un înotător ce a reprezentat Franța, medaliat olimpic. A participat la o ediție a Jocurilor Olimpice (1948) în care a câștigat o medalie de bronz.